# 李根源
李 根源（り こんげん）は、清末、中華民国、中華人民共和国の軍人・政治家・革命家。中国同盟会創設時からの構成員だが、後に孫文（孫中山）と対立するようになった人物である。字は印泉、養渓、雪生。別号は高黎貢山人。弟は、雲南軍軍人で後に国民革命軍に参加した李根澐。

## 事跡

### 昆明重九起義
初めは旧学を学んでいたが、1903年（光緒29年）に昆明高等学堂に入学した。翌年、日本へ軍事留学して東京振武学校に入学する。1906年光緒32年、陸軍士官学校に士官候補生として入学した（正式入学は1908年（光緒34年））。日本では中国同盟会の中心的組織者の1人となった。また、雲南日本留学生同郷会会長となり、雲南革命派の雑誌である『雲南』雑誌の編集にも経理として参加している。1908年（光緒34年）には「雲南独立大会」を開催した。
1909年（宣統元年）に帰国し、同年9月に新設されたばかりの雲南陸軍講武堂監督兼歩兵科教官に任命された。翌年5月、講武堂総弁に任命される。1911年（宣統3年）8月、雲南督練処副参議官に任命された。同年10月10日に武昌起義が勃発すると、李根源は唐継尭ら革命派軍人たちと謀議を重ね、蔡鍔を指導者に擁立して決起することにした。
10月30日、蔡鍔、李根源、唐継尭ら革命派軍人は蜂起し、大漢雲南軍政府を樹立した（重九起義）。李根源は、雲南軍政府の軍政部長兼参議院議長に就任している。その後、李根源はすでに大理で決起していた別の革命派政権を説得し、雲南軍政府に合流させることに成功するなど、省内政治面で大きく貢献した。しかし、梁啓超系で袁世凱支持の蔡鍔と、孫文系で反袁の李根源との間では意見対立が発生している。そして1912年（民国元年）8月、李は雲南軍政府の地位を辞任した。

### 孫文との対立
1913年（民国2年）の二次革命（第二革命）では革命派として活動する。7月に袁世凱の政敵・岑春煊を擁立して広東に袁世凱打倒のための大元帥府を樹立した。しかし、広東軍内部の反乱により失敗に終わっている。
同年9月、李根源は日本へ亡命し、早稲田大学で政治経済を学んだ。翌年8月には、袁世凱打倒のための団体である欧事研究会を東京で設立した。1915年（民国4年）12月に護国戦争（第三革命）が発生すると、翌年4月に岑春煊に随って帰国する。5月、両広護国軍が肇慶に都司令部を設立すると、岑が都指令、梁啓超が都参謀、李根源が副都参謀となった。
袁世凱死後の11月、李根源は、張耀曽・谷鍾秀・鈕永建らと政学会を組織した。しかし、李らは南方政府にありながら段祺瑞と連携し、孫文への抵抗勢力となる。李は岑春煊を擁立し、陸栄廷ら広西派（旧桂系）と連合して、孫を一時失脚に追い込み、南方政府内で優位に立った。
しかし1920年（民国9年）に孫文、唐継尭らの政治的・軍事的反撃を受けて政学会は同年8月に解散に追い込まれる。さらに孫を支持する広東軍の陳炯明の軍事行動により、岑春煊・李根源らは失脚に追い込まれた。

### 晩年
その後、李根源は北京政府側に与して活動を続ける。北京政府では1922年（民国11年）9月に航空署督弁に任ぜられた。11月には、張紹曽内閣で農商総長に就任している。なお、翌年6月に、高凌霨内閣への移行のため、わずか数日ながら代理国務総理となった。
国民政府時代には、日中戦争の際に社会に向けて抗日を呼びかけ、雲貴監察使や国策顧問をつとめた。中華人民共和国成立後も大陸に留まり、中国人民政治協商会議全国委員会委員となっている。
1965年7月6日、北京で死去。享年87（満86歳）。

## 注

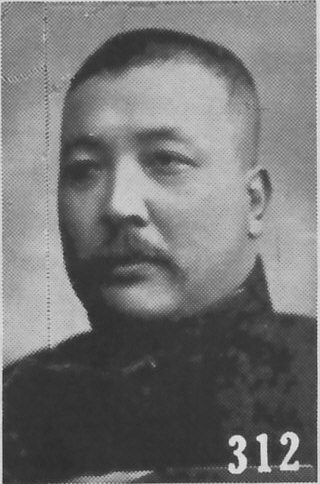
李根源別影

1. ↑  後に中国国民党内で形成された派閥である「新政学系」とは無関係である。
2. ↑  ただし劉寿林ほか『中華民国職官年表』では、歴代内閣や国務総理に李根源は数えられていない。あくまで移行期の暫時代理であり、内閣を組織したとは見なしていないため等が考えられる。